# نبردناو دانته آلیگیری
نبردناو دانته آلیگیری (به انگلیسی: Italian battleship Dante Alighieri) یک کشتی بود که طول آن ۱۶۸٫۱ متر (۵۵۱ فوت ۶ اینچ) بود. این کشتی در سال ۱۹۱۰ ساخته شد.